# Ala-Rokko
Ala-Rokko eller Alarokonjärvi är en sjö i Finland. Den ligger i kommunen Kuhmo i landskapet Kajanaland, i den östra delen av landet, 500 km nordost om huvudstaden Helsingfors. Ala-Rokko ligger 240 meter över havet. I omgivningarna runt Ala-Rokko växer i huvudsak barrskog. Den är 6,4 meter djup. Arean är 15,9 hektar och strandlinjen är 2,23 kilometer lång. Sjön  ingår i Uleälvens huvudavrinningsområde. 